# John White (politiker)

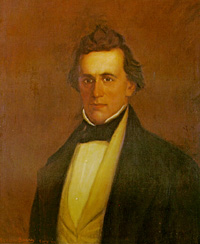
John White

John White, född 14 februari 1802 nära Cumberland Gap (numera Middlesboro), Kentucky, död 22 september 1845 i Richmond, Kentucky, var en amerikansk politiker (whig). Han var den 19:e talmannen i USA:s representanthus 1841–1843.
White var 1832 ledamot av Kentucky House of Representatives, underhuset i delstatens lagstiftande församling. Han var ledamot av USA:s representanthus från 4 mars 1835 till 3 mars 1845. White utnämndes 1845 till domare i Kentucky och han avled senare samma år.